# 大川町 (福岡県)
大川町（おおかわまち）は、福岡県三潴郡にあった町。現在の大川市の一部。

## 地理
筑後川下流の左岸に位置していた。

## 歴史
- 1889年（明治22年）4月1日 - 町村制の施行により、三潴郡榎津町、小保町、向島村、酒見村（字袋野を除く[2]）が合併して町制施行し、大川町が発足[1][3]。
- 1910年（明治43年）- 大川指物同業組合、大川工業講習所を設立[1]。
- 1954年（昭和29年）4月1日 - 三潴郡田口村、川口村、木室村、大野島村、三又村と合併して大川市を新設して廃止[1][3]。

## 交通

### 鉄道
- 1909年（明治42年）- 三潴軌道 榎津 – 羽犬塚間開通[1]
- 1912年（大正元年）- 大川鉄道（西鉄大川線）若津 – 久留米間開通[1]
- 1921年（大正10年）- 三潴軌道支線 若津 – 柳川間開通[1]
- 1935年（昭和10年）- 鉄道省佐賀線開通[1]

### 道路
- 国道208号 [1]
- 国道442号 [1]

### 港湾
- 若津港[1]